# Stereocidaris purpurascens
Stereocidaris purpurascens is een zee-egel uit de familie Cidaridae.
De wetenschappelijke naam van de soort werd in 1928 gepubliceerd door Theodor Mortensen.